# Neurathen (hrad)
Felsenburg Neurathen (česky Ratný, též Ratín či Nowý Radín, latinsky castra Ratin) je rozlohou největší skalní hrad v bývalém okresu Saské Švýcarsko, ve spolkové zemi Sasko na východě Německa, asi 35 km jižně od Drážďan. Z hradu se do současnosti dochovalo několik ve skále vytesaných prostor a cisterna na vodu.
Královský hrad založený v průběhu první poloviny 13. století získal jako věno míšeňský markrabě Jindřich Osvícený. Pak připadl zpět české koruně. V roce 1361 přijal Petr I. z Michalovic majetky „castra Ratny” a „Huscz” od krále Karla IV. lénem. V roce 1406 hrad koupili Berkové z Dubé. V roce 1428 hrad dobyl Bedřich z Elsnic. Berkové z Dubé ho v roce 1438 znovu dobyli zpět, ale v roce 1439 se znovu nacházel v rukou Elsniců z Elsnic. Pro jejich loupeživý život hrad v roce 1467 oblehlo saské vojsko, a po dvouletém obléhání ho dobylo a vypálilo. Opuštěný hrad se poté začal rozpadat. Počátkem 18. století se při válečných akcích na hradě ukrývali místní obyvatelé.